# エイステイン・エルレンズソン
エイステイン・エルレンズソン（古ノルド語: Eysteinn Erlendsson、現代ノルウェー語:Øystein Erlendsson、ラテン語: Augustinus Nidrosiensis) (1188年1月26日死去）は、1161年から彼の死ぬ1188年にかけてニーダロスの大司教(en)を務めた。

## 内戦への関与
インゲ王の治世は、ノルウェーの内戦時代(en)として知られる時期の始まりに位置づけられる。インゲ王は彼の甥であるホーコンに殺された。インゲ王の支持者は王の候補者として、エーリング・スカッケとその息子マグヌスの統率の元にはせ参じた。エーリング・スカッケは、シグール十字軍王の娘、クリスティンと結婚していた。王座が王の息子ではなかった人物に引き継がれたのはこれが初めてであった。ホーコンは1162年に打ち負かされた上に殺害された。とはいえ、さらなる王位請求者が現れる可能性が残っていた。この状況において、大司教であったエイステインとエーリングは当然のように協力者となった。教会は、よりヨーロッパの標準に基づいてノルウェー王国を刷新することを長い間望んでいた。とりわけ教会は、数人で共同統治する王を持つ慣習を終結させたかった。過去、この慣習によって戦争と騒乱にしばしば至ったのである。その上エイステイン大司教は、正統的な息子だけに継承資格を持ってほしかった。マグナスを後援することにより両方の目的が達成されるのである。1163年、王位継承に関わる新しい法律(en)が導入された。その返報としてエイステイン大司教はマグナス王を王位に就かせた。戴冠式がノルウェーで行われたのはこれが初めてであった。
1176年にスヴェレ・シグルツソンがノルウェーに到着し、「白樺の脚(birkebeinerne)」という名の反乱集団を興した。彼らはエーリングとマグヌス王を倒したが、教会は有力者達と共に「錫杖団(baglerpartiet)」を興して対抗した。スヴェレを破門したものの、エイステインは国を出ざるを得なくなった。

## 執筆
エイステインは、ラテン語を使って聖人伝(en)の作品『パッショ・オラヴィ』を著したと考えられている。
これは、その布教には特別な重要さが認められる、ノルウェーの聖オーラヴの伝記と業績について記録したものである。題名は、「聖オーラヴの受難と奇跡」を意味する「Passio Et Miracula Beati Olaui」を省略した語形である。

## その他の情報源
- Gunnes, Erik Erkebiskop Øystein, statsmann og kirkebygger (Oslo: 1996) ISBN 82-03-22144-0
- Vandvik, Eirik  Erkebiskop Eystein som politikar (Trondheim: 1961)
- Bagge, Sverre Mennesket i middelalderens Norge (forlaget Aschehoug, Oslo: 2005) ISBN 82-03-23282-5